# Astrup (Wardenburg)
Astrup ist eine Ortschaft der Gemeinde Wardenburg im Landkreis Oldenburg im nordwestlichen Niedersachsen mit ausgeprägtem dörflichen und ländlichen Charakter.

## Geographie

### Geographische Lage
Astrup liegt auf einem Geestzipfel westlich der Hunte und südöstlich der Gemeinde Wardenburg. Nach Norden und Osten bilden das Griesenmoor und die Hunte eine natürliche Grenze, im Westen reicht Astrup bis an den Staatsforst Tüdick.

### Geologie
Die Landschaft ist durch die Hunteniederung und Geeststandorte geprägt. Vorherrschende Waldart ist der Eichen-Birkenwald auf Dünenstandorten. Weitere Bodenbereiche stammen aus der Weichselkaltzeit und zeichnen sich durch Fein-, Mittel- und Grobsande aus (fluviatile Ablagerungen). Der Grundwasserspiegel liegt häufig bei weniger als 5 m und wird nur durch Sande überdeckt.

## Geschichte
Im 8. Jahrhundert ließen sich in Astrup, welches früher Adestorpe hieß, die ersten Siedler wegen des guten Eschlandes und den Hunteweiden nieder und bewirtschafteten das Land. Auf Grund der abgeschiedenen Lage – frühere Handelswege zwischen Oldenburg, dem Münsterland, Bremen und Wildeshausen gingen an Astrup vorbei – führte die Ortschaft lange Zeit ein ruhiges Dasein. Die Hunte stellte bis ins 20. Jahrhundert eine Grenze dar, war sie doch nur in trockenen Sommern über Furten zu überqueren. Dennoch blieb Astrup nicht von einigen Konflikten verschont.
Im 15. und 16. Jahrhundert standen die Grafen von Oldenburg häufig mit dem Bischof von Münster und dem Grafen von Hoya in Konflikt, wobei die umliegenden Ortschaften oft in Mitleidenschaft gezogen wurden. So z. B. im Jahre 1454, als Astrup verwüstet wurde. Oder am Rande der Münsterschen Fehde zwischen dem Grafen von Oldenburg und dem Bischof von Münster im Jahre 1538: Als sich die Oldenburger auf dem Rückzug befanden, zog das Münstersche Heer unter anderem durch die Ortschaft und setzte Höfe und Felder in Flammen.
Zu Zeiten des Dreißigjährigen Krieges verweilte im Jahre 1623 das Heer vom Graf von Tilly in Wardenburg und die Soldaten durchstreiften und plünderten auch Astrup.
Der Bevölkerungsanstieg ab der zweiten Hälfte des 18. Jahrhunderts führte dazu, dass die Gemeinheiten verteilt wurden. In Astrup führte die Allmende 1824 dazu, dass die neun Brinksitzer ihren Lebensunterhalt vor Ort sichern konnten und nicht mehr auf die Hollandgängerei angewiesen waren. Das in den Jahren 1976/77 durchgeführte Flurbereinigungsverfahren sorgte für weitere Veränderungen im Ortsbild und Aufteilung der Landflächen.
Seit 1937 besteht namentlich der Ortsteil Hohensand mit einer Fläche von 6,7 ha, der in erster Linie als Einfamilienhaussiedlung ausgelegt ist.
Nach dem Deichbruch im März 1981 wurden weite Teile von Astrup überflutet, welches dazu führte, dass der Huntedeich auf hiesiger Seite erhöht und befestigt wurde.
Die einzige Wirtschaft, der Astruper Krug, wurde 1992 geschlossen.

### Einwohnerentwicklung
Die Daten bis 1895 sind durch Volkszählungen erhoben worden.
| Jahr              | Einwohner |
| ----------------- | --------- |
| 1762              | 204¹      |
| 1785              | 193¹      |
| 1793              | 237¹      |
| 1895              | 115       |
| 27. Mai 1970      | 243       |
| 31. Dezember 1980 | 223       |
| 31. Dezember 1990 | 182       |
| 31. Dezember 2000 | 230       |
| 31. Dezember 2005 | 238       |

¹ Einschließlich Ortsteil Höven

## Kultur und Sehenswürdigkeiten

### Vereine etc.
Der einzige Verein ist der Bürgerverein Astrup/Hohensand, der im Jahre 1976 gegründet wurde.
Eine Volkstanzgruppe existierte bis 1980.

### Bauwerke

Astruper Schafstall

- Astruper Schafstall

### Naturdenkmäler
Über 50 % der Ortsfläche sind als Landschaftsschutzgebiete oder Waldgebiete ausgewiesen, darunter
- Griesenmoor als Naturdenkmal
- Landschaftsschutzgebiet Hunte

### Regelmäßige Veranstaltungen
- Maifeiertag mit Maibaumsetzen
- Tag der offenen Tür am Astruper Schafstall zu Christi Himmelfahrt/Vatertag
- Erntedankfest

## Wirtschaft und Infrastruktur

### Verkehr
Astrup ist mit der Landesstraße 870 und der Kreisstraße 149 sowie 242 an das überörtliche Verkehrsnetz angeschlossen.
Eine bedeutende Änderung im Ortsbild ergab sich durch den Bau der Bundesautobahn 29 und den beiden Autobahnraststätten Huntetal West und Ost ab 1980. Die Autobahn teilt seitdem die Ortschaft in zwei Teile.

### Gewerbe/Landwirtschaft
Astrup war ursprünglich ein reines Bauerndorf mit Acker- und Weideflächen. Seit 1992 ist in Astrup ein 23 ha großes Gewerbegebiet ausgewiesen (Gewerbegebiet Astrup) und ein weiteres ist in Planung (Gewerbegebiet Rothenschlatt). Die Landwirtschaft geht seitdem immer mehr zurück. Gab es 1970 noch zwölf Vollerwerbsbetriebe, waren es 1995 nur noch drei.

### Bildung
Im Jahre 1840 wurde in Astrup die erste Schule für die Kinder aus Höven und Astrup gebaut, in der 71 Jahre lang unterrichtet wurde. Im Jahre 1911 wurde dann eine neue Schule errichtet, die bis 1962 genutzt wurde. Danach wurden mehrere Schulen der Wardenburger Ortschaften zusammengelegt und seitdem gehen die Kinder aus Astrup in die Grundschule Hohenfelde. Für weiterführende Schulen müssen die Kinder die Schulen in Wardenburg und Oldenburg besuchen.